# Mexikanische Sonnenblume
Die Mexikanische Sonnenblume (Tithonia diversifolia) ist eine Pflanzenart aus der Gattung Tithonia innerhalb der Familie der Korbblütler (Asteraceae). Die Mexikanische Sonnenblume gehört nicht zur Gattung der Sonnenblumen (Helianthus). Aber sie zählt genau so wie die Gewöhnliche Sonnenblume und die Topinambur zur Tribus Heliantheae.

## Vorkommen
Die Mexikanische Sonnenblume kommt in der Ruderalvegetation in Mexiko, Guatemala, Honduras, Belize, El Salvador, Nicaragua, Costa Rica und Panama vor.  Sie ist ein Neophyt im tropischen und südlichen Afrika, im tropischen Asien, in China, Taiwan, Australien, in Südamerika, in Texas, Florida, auf Inseln in der Karibik, im Pazifik und im Indischen Ozean.

## Beschreibung und Phänologie

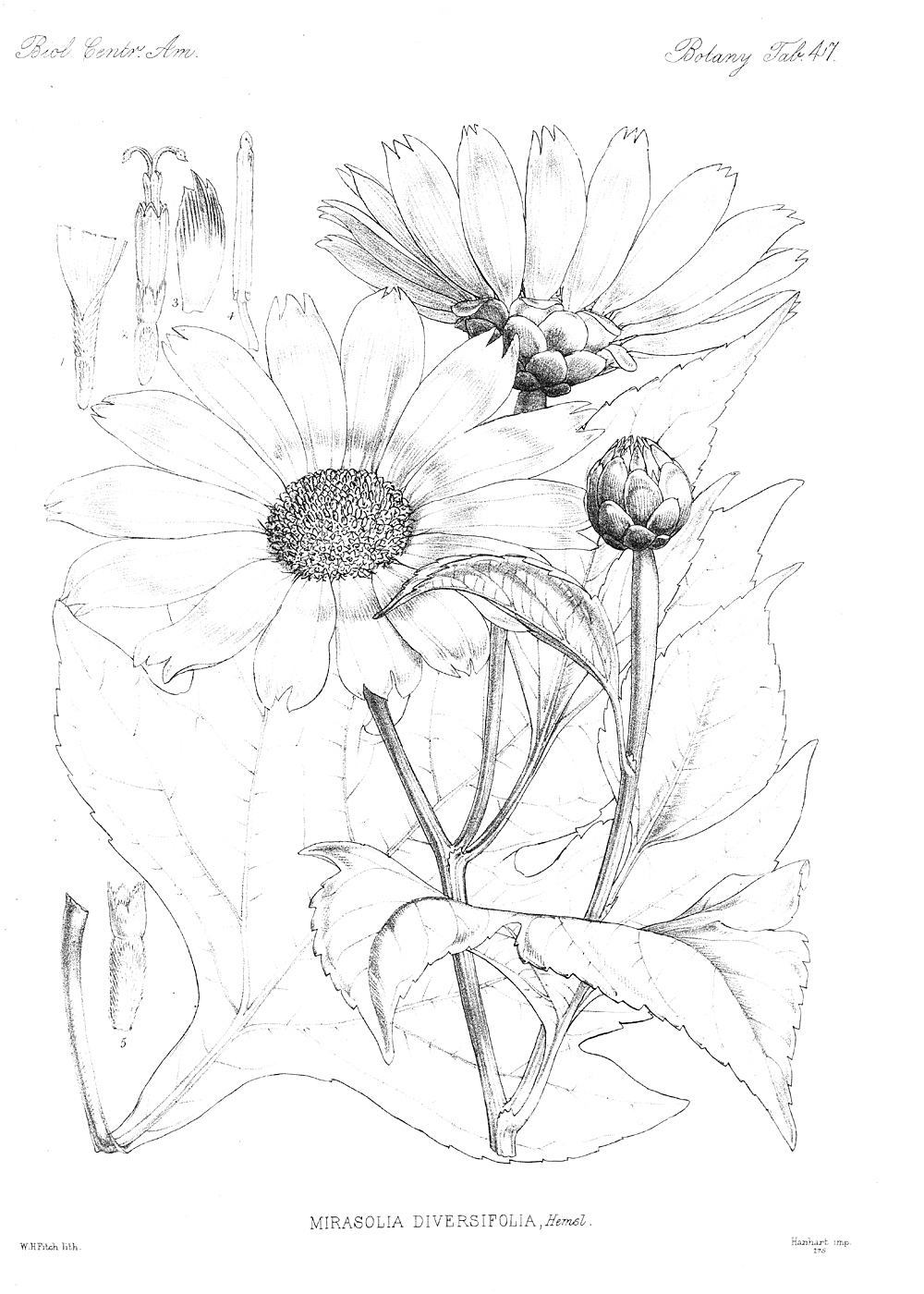
Illustration des Erstbeschreibers und britischen Botanikers William Hemsley Ende des 19. Jahrhunderts (Synonym: Mirasolia diversifolia)

Tithonia diversifolia wächst als buschige, ausdauernde krautige Pflanze und erreichen eine Wuchshöhe von bis zu 3 Metern. In den Gesamtblütenständen stehen jeweils bis zu 14 körbchenförmige Blütenstände. Weil diese Spezies zur Unterfamilie Asteroideae zählt, besitzt sie sowohl Röhrenblüten als auch Zungenblüten. Die Zungen- und Röhrenblüten sind rein gelb gefärbt. 
 Die Blütezeit beginnt mit dem Eintritt der zeitlich verminderten Sonneneinstrahlung des Winterhalbjahres und dauert nördlich des Äquators bis März, südlich des Äquators entsprechend von April bis August (Kurztagspflanze). In Mexiko (Estado de Guerrero) gibt es Pflanzen, die nicht von Tageslichtlängen im Blühen beeinflusst werden, sondern durch die Menge und zeitliche Dauer der unregelmäßigen Niederschläge.
Die Chromosomenzahl beträgt 2n = 34.

## Verwendung
Die Mexikanische Sonnenblume findet außerhalb Mittelamerikas als Zierpflanze Verwendung. In einigen Ländern, vor allem in Afrika und Asien, gibt es verwilderte Bestände; dort ist sie ein Neophyt.
In Südamerika gibt es Ansätze, Tithonia diversifolia als proteinreiche Futterpflanze zu etablieren. Des Weiteren wird versucht, die sich durch gute Biomasseproduktion und hohe Nährstoffgehalte auszeichnende Art zur Gründüngung zu verwenden.
Seit den 1990er-Jahren beschäftigt sich die medizinische Forschung unter verschiedenen Aspekten mit den Inhaltsstoffen der Mexikanischen Sonnenblume, insbesondere mit Sesquiterpenen
– speziell mit Tagitinin C.
In Mexiko werden die Blätter volksheilkundlich in getrockneter Form im Mörser mit Tequila angefeuchtet und zerstampft, dann oral gegen Parasiten des Magen- und Darmtraktes eingenommen. Der Geschmack ist extrem bitter, daher ist der Zusatz von Mangos oder Beeren üblich, die den Geschmack verbessern. Die autonome Universität von Mexiko (UNAM) versucht, dieses Wissen der Naturheiler (Curanderos) wissenschaftlich zu belegen.